# Rhinella lescurei
Espèce
Statut de conservation UICN

 LC  : Préoccupation mineure
Rhinella lescurei est une espèce d'amphibiens de la famille des Bufonidae.

## Répartition
Cette espèce est endémique de la Guyane. Elle se rencontre entre 20 et 170 m d'altitude.

## Description
Le mâle mesure en moyenne 34,6 mm et la femelle 43,7 mm.
Vie dans les zones forestières.  Migration dans les zones humides durant la période de reproduction de novembre à janvier et de mars à mai.

## Étymologie
Cette espèce est nommée en l'honneur de Jean Lescure.

## Publication originale
- Fouquet, Gaucher, Blanc & Vélez-Rodriguez, 2007 : Description of two new species of Rhinella (Anura: Bufonidae) from the lowlands of the Guiana shield. Zootaxa, no 1663, p. 17-32.